# San Marco–1
San Marco–1 (angolul: Saint Mark, Velence védőszentje) az első olasz műhold, ionoszféra kutató műhold.

## Küldetés
Feladata az ionoszféra vizsgálata, a légsűrűség változásainak közvetlen mérése az Egyenlítő fölött.

## Jellemzői
Az Olasz Űrkutatási Bizottság (olaszul: Commissione per le Ricerche Spaziali – CRS), a Nemzeti Kutatási Tanács által támogatott program. Üzemeltetését a NASA hálózata végezte.
Megnevezései: San Marco A; SM-A (San Marco); COSPAR: 1964-084A; Kódszáma: 957.
1964. december 15-én a virginiai Wallops Flight Facility (WFF)  rakétabázisról, az LC–3A (LC–Launch Complex) jelű indítóállványról egy Scout-X4 (S137R) hordozórakétával állították alacsony Föld körüli pályára (LEO = Low-Earth Orbit). Az orbitális pályája 94,9 perces, 37,8 fokos hajlásszögű, elliptikus pálya perigeuma 198 kilométer, az apogeuma 846 kilométer volt.
1959-ben az USA felajánlotta több baráti országnak, hogy a tudósaik által készített műholdakat pályára állítja. Olaszország élt a lehetőséggel, megkötötték a szerződéseket.
A San Marco–sorozatot az ionoszféra (felső légkörben) kutatás céljára építették. Forgatás stabilizált műhold. Kevés műszerrel rendelkezett Ion szonda  (ionoszféra elektronsűrűségének mérése a magasság függvényében) és egy nagy hatótávolságú rádiós telemetriai egység. Egy 5 méter hosszú dipól antenna segíti a kommunikációt, egy 48 centiméteres a parancsadást. A műholdak alakja gömb, átmérője 66 centiméter, tömege 115,2 kilogramm. Az űreszköz felületére 4 darab napelem egységet szereltek (5 W), éjszakai (földárnyék) energia ellátását 4 darab nikkel-kadmium akkumulátor biztosította.
1965. szeptember 11-én 271,12 nap (0,74 év) után belépett a légkörbe és megsemmisült.